# Вілла Людвіка Геллера
Вілла Людвіка Геллера — житловий будинок у Франківському районі міста Львова, на вулиці Мельника, 7. Розташований у буферній зоні ЮНЕСКО, має статус пам'ятки архітектури місцевого значення (охоронний № 4928-Лв). Неофіційна назва будинку — вілла «Сонячна»  або «Сонечко» — походить від повторюваного у декорі будинку стилізованого зображення сонця.

## Історія
Зведена у 1905 році архітектором Августом Богохвальським, вілла Геллера є найстарішим будинком на вулиці Мельника. Належала директору театру Скарбка, пізніше — Міського театру, засновнику Львівської філармонії Людвіку Геллеру та його дружині, оперній співачці Ірені Богусс.
За радянських часів віллу націоналізували та розділили на окремі квартири.
В одноповерховій частині вілли з окремим входом розміщувалися дитячий клуб «Медея» та гурток «Вокальний ансамбль «Перлинка»». У квітні 2021 року мешканці будинку запропонували створити в цьому приміщенні культурний центр, присвячений Людвіку Геллеру. Восени того ж року це приміщення мешканці здали в оренду на п'ять років за символічну плату 1,2 грн на рік музею Крушельницької, який мав облаштувати тут музичну галерею імені Людвіка Геллера, де зберігалися б експонати, присвячені музичній історії Львова.

### Ракетна атака на Львів 4 вересня 2024 року
4 вересня 2024 року російська армія атакувала Львів ракетами Х-47 «Кинджал» і шахедами. Під час атаки пошкоджено 19 пам'яток архітектури у двох районах міста. Епіцентр одного з ударів був між будинками 44, 44а та 46 на вулиці Коновальця, будинком № 13 на вулиці Кокорудза та віллою Геллера. Від ударної хвилі постраждав дах будівлі, частково пошкоджена автентична черепиця, також були вибиті вікна, уламками посічений фасад будівлі, вигоріла цегляна прибудова. Після ракетної атаки в будинку Геллера, як і в інших, почалися аварійно-відновлювальні роботи. Мешканці будинку, на відміну від сусідніх, не відселялися, бо комунальні сервіси пошкоджені не були.
Незабаром мер Львова оголосив ініціативу «Візьми будинок під опіку», в рамках бізнесу пропонувалося обрати будь-який з постраждалих від атаки будинок і допомогти повністю або частково його відновити. Таким чином завдяки меценатам вже на початку грудня у віллі Геллера встановили близько 20 нових дерев'яних вікон, а коштом міської влади провели консервацію даху. Подальші реставраційні роботи погодився профінансувати уряд Польщі, попередньо вартість робіт становить близько 20 млн грн.

## Опис
Будинок зведений у карпатському (закопанському) стилі, з елементами сецесії; це єдина будівля у доробку архітектора Богохвальського в такому стилі. Будинок цегляний з дерев'яними елементами, має асиметричну конструкцію і складається з двох об'ємів різної поверховості, вкритий високим черепичним дахом, який нагадує ґонтові дахи карпатських хат. Карниз будинку підтримується фігурними кованими кронштейнами. Будинок має два входи, один з яких (в одноповерховому об'ємі) оформлений у вигляді веранди з рясним дерев'яним різьбленим декором.
В інтер'єрі будинку збереглися дерев'яні сходи до помешкань, а до 2010-х років у приміщеннях ще були кахельні печі та оригінальна плитка для підлоги, втрачені при подальших ремонтах.

## Галерея

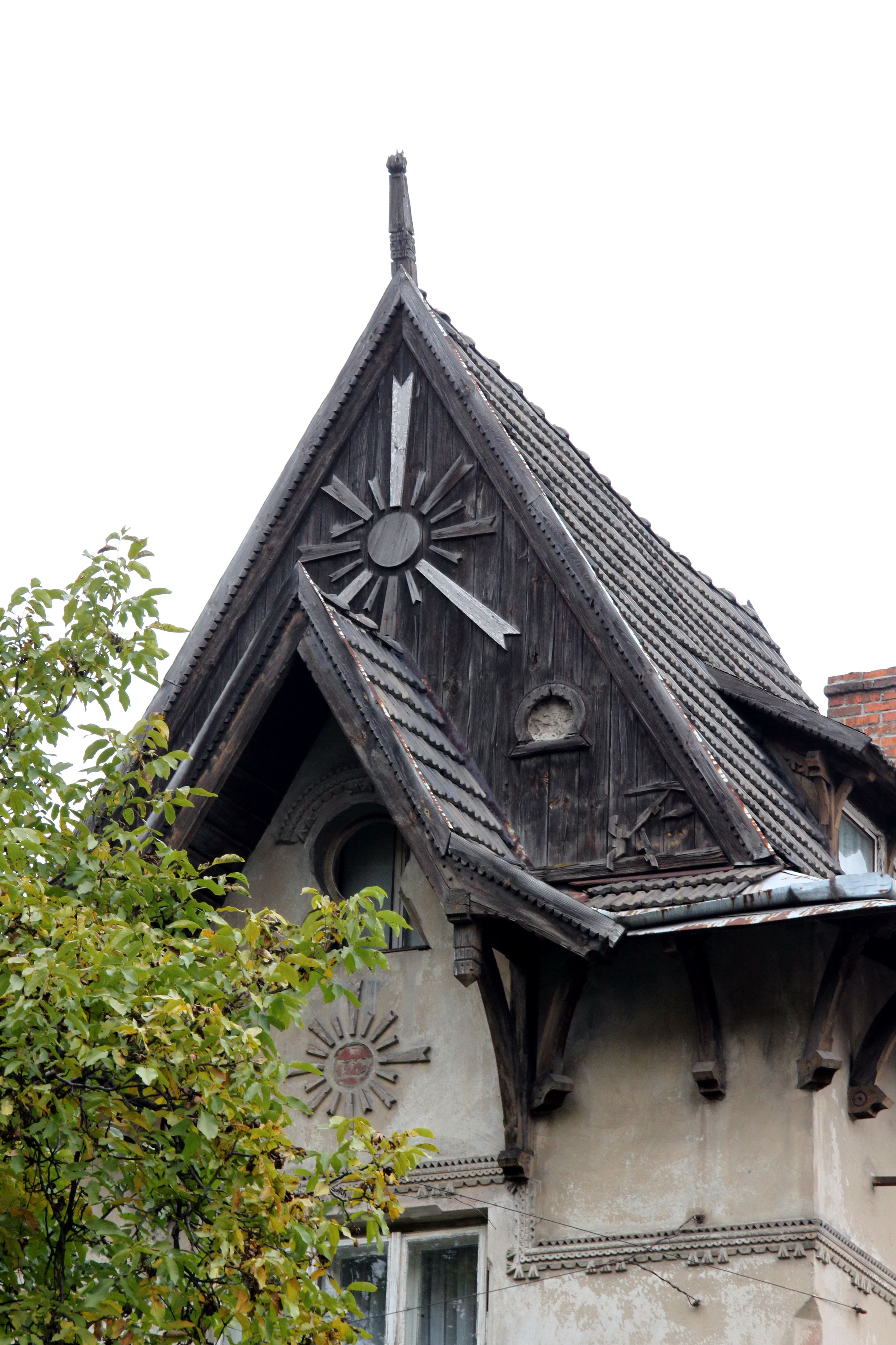
Елемент даху
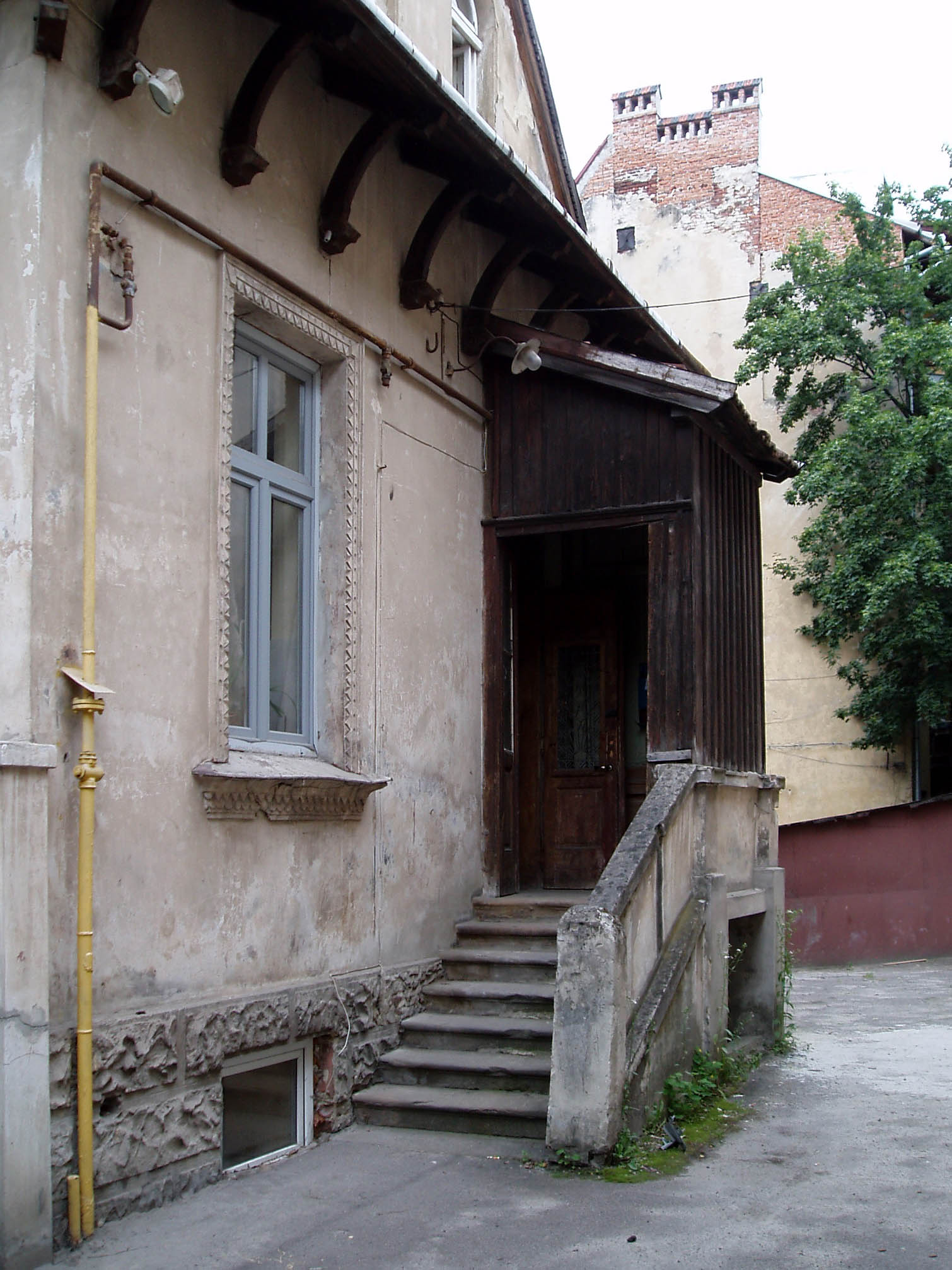
Один із входів до будинку
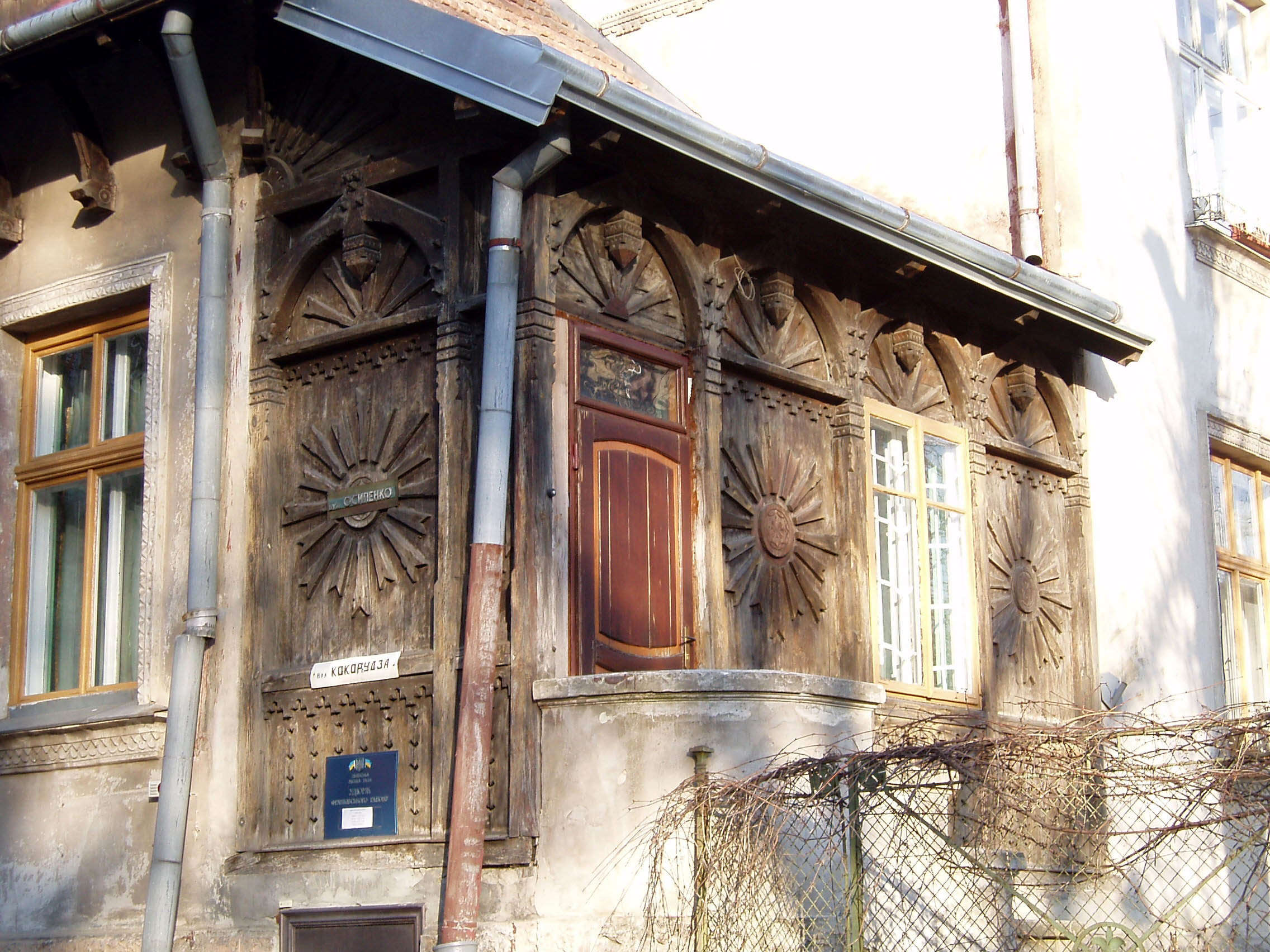
Веранда
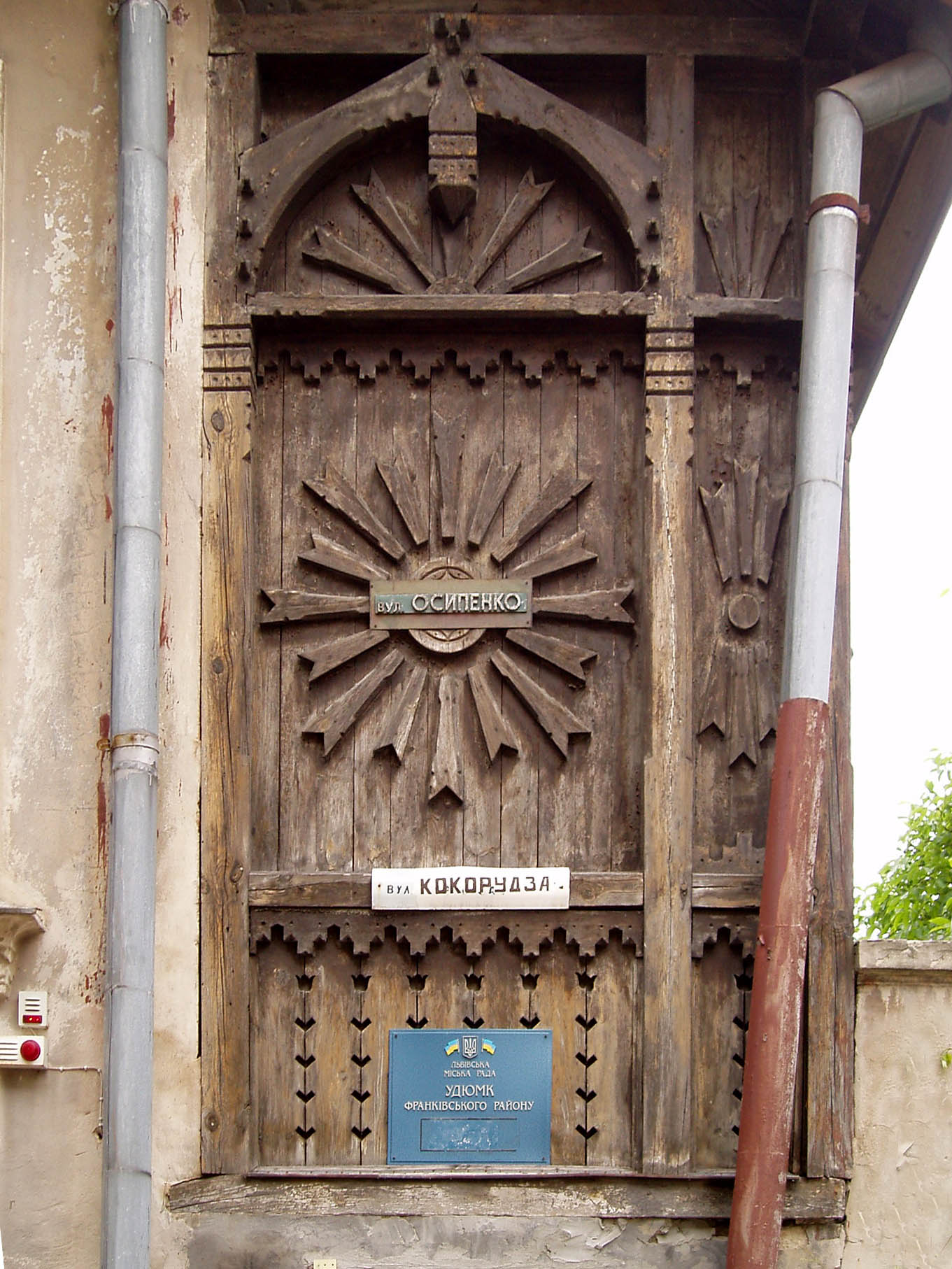
Різьблений декор веранди
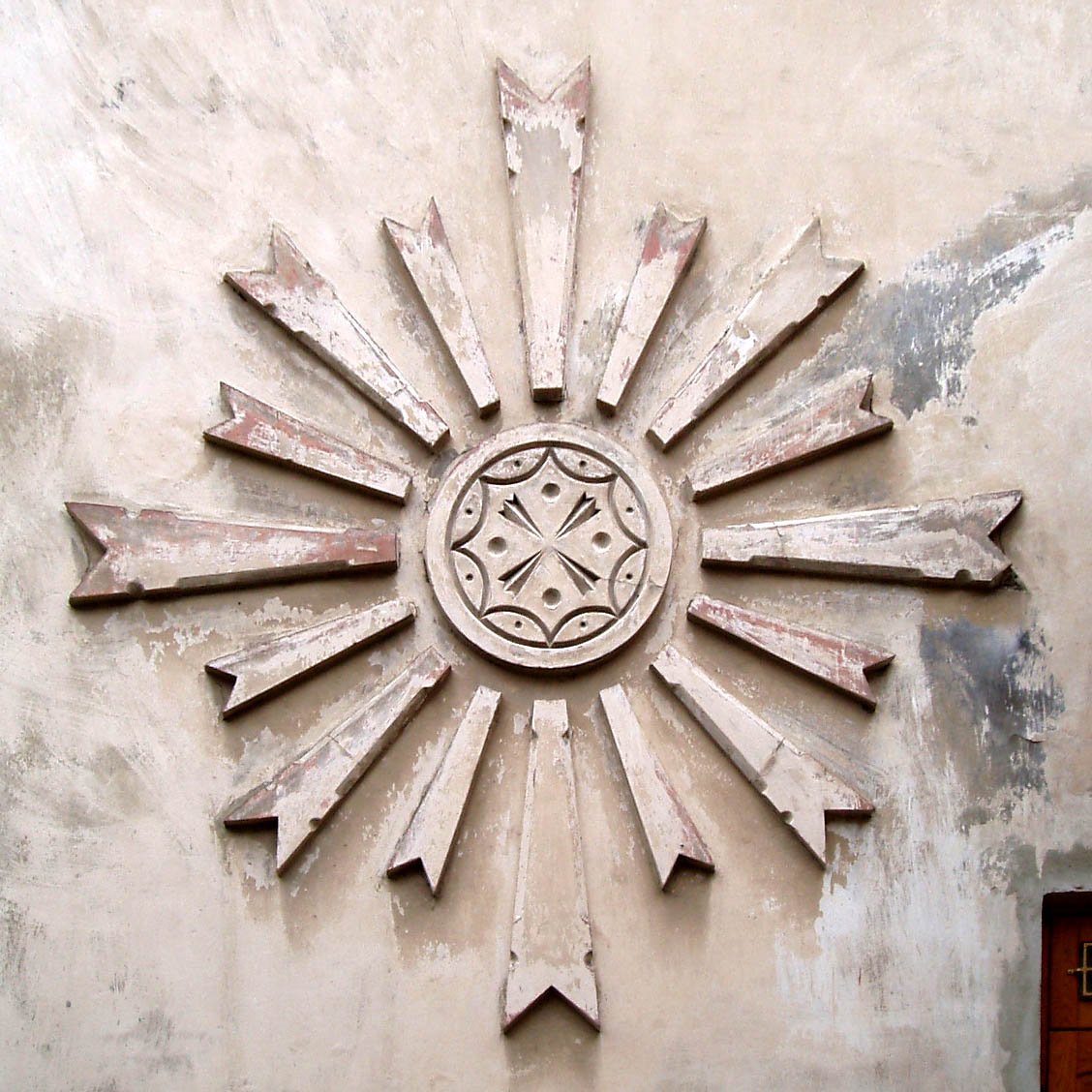
Декор у вигляді сонця на фасаді
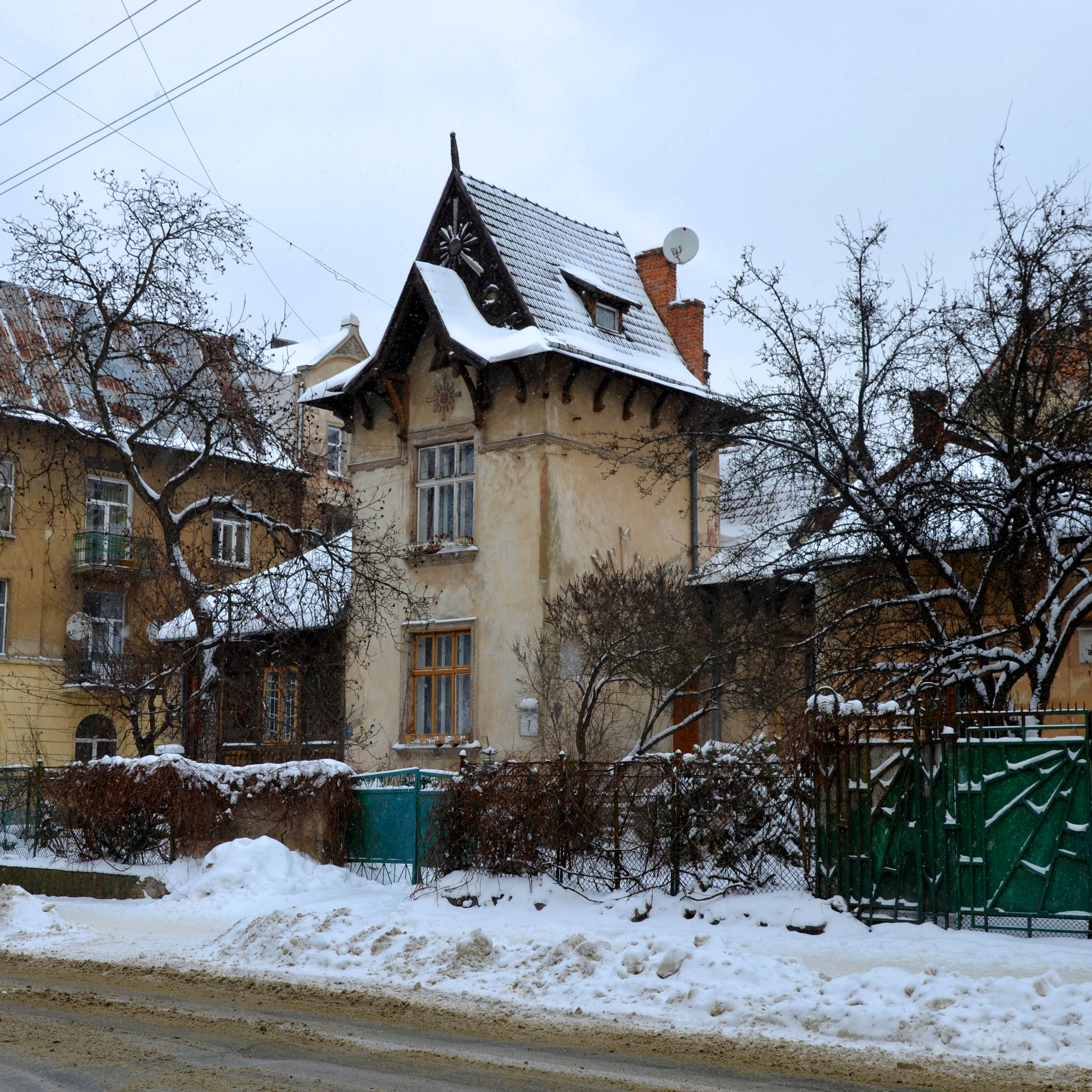